# 대한노래연습장업협회중앙회
대한노래연습장업협회중앙회는 노래연습장업의 건전한 육성발전과 국민정서 및 여가선용 함양에 기여하기 위하여 1997년 12월 17일 설립된 문화체육관광부 소관의 사단법인이다. 사무실은 서울특별시 관악구 남부순환로191길 12-1, 4층 (봉천동)에 있다.

## 주요 사업
- 노래문화 창달을 위한 사항
- 회원업소의 이용요금 및 건전한 영업관리와 복지에 관한 사업
- 회원 및 종사자의 자질향상을 위한 교육사업